# Watanabeopetalia uenoi
Watanabeopetalia uenoi är en trollsländeart som först beskrevs av Syoziro Asahina 1995.  Watanabeopetalia uenoi ingår i släktet Watanabeopetalia och familjen kungstrollsländor. IUCN kategoriserar arten globalt som sårbar. Inga underarter finns listade i Catalogue of Life.